# Colegio San Francisco Javier (Puerto Montt)
El Colegio San Francisco Javier es una institución educacional católica de la ciudad de Puerto Montt, Chile, fundada el 15 de abril de 1859 por la Compañía de Jesús. Es parte de la Red Educacional Ignaciana de Chile, REI, y de la Federación Latinoamericana de Colegios Jesuitas, FLACSI. Uno de los colegios más antiguos de Chile, en sus orígenes estuvo enfocado en la naciente colonia alemana del sur de Chile y actualmente es un colegio mixto que recibe a más de mil alumnos en sus niveles de Playgroup a Cuarto Medio.

## Historia
La historia del establecimiento se inicia en 1859, con la llegada de los padres jesuitas Teodoro Schwerter y Bernardo Engbert acompañados del hermano José Schörber a la naciente ciudad de Puerto Montt. Esto ocurrió como resultado de la petición que el obispo de la diócesis de San Carlos de Ancud, Francisco de Paula Solar, le hizo a Pieter Beckx, entonces general de Compañía de Jesús. La misión de los jesuitas, que arribaron a Puerto Montt el 22 de marzo de ese año, era proveer servicios educativos y religiosos a los colonos católicos de la zona, que carecían de ellos a diferencia de la también numerosa comunidad protestante que comenzaba a llegar a la zona.

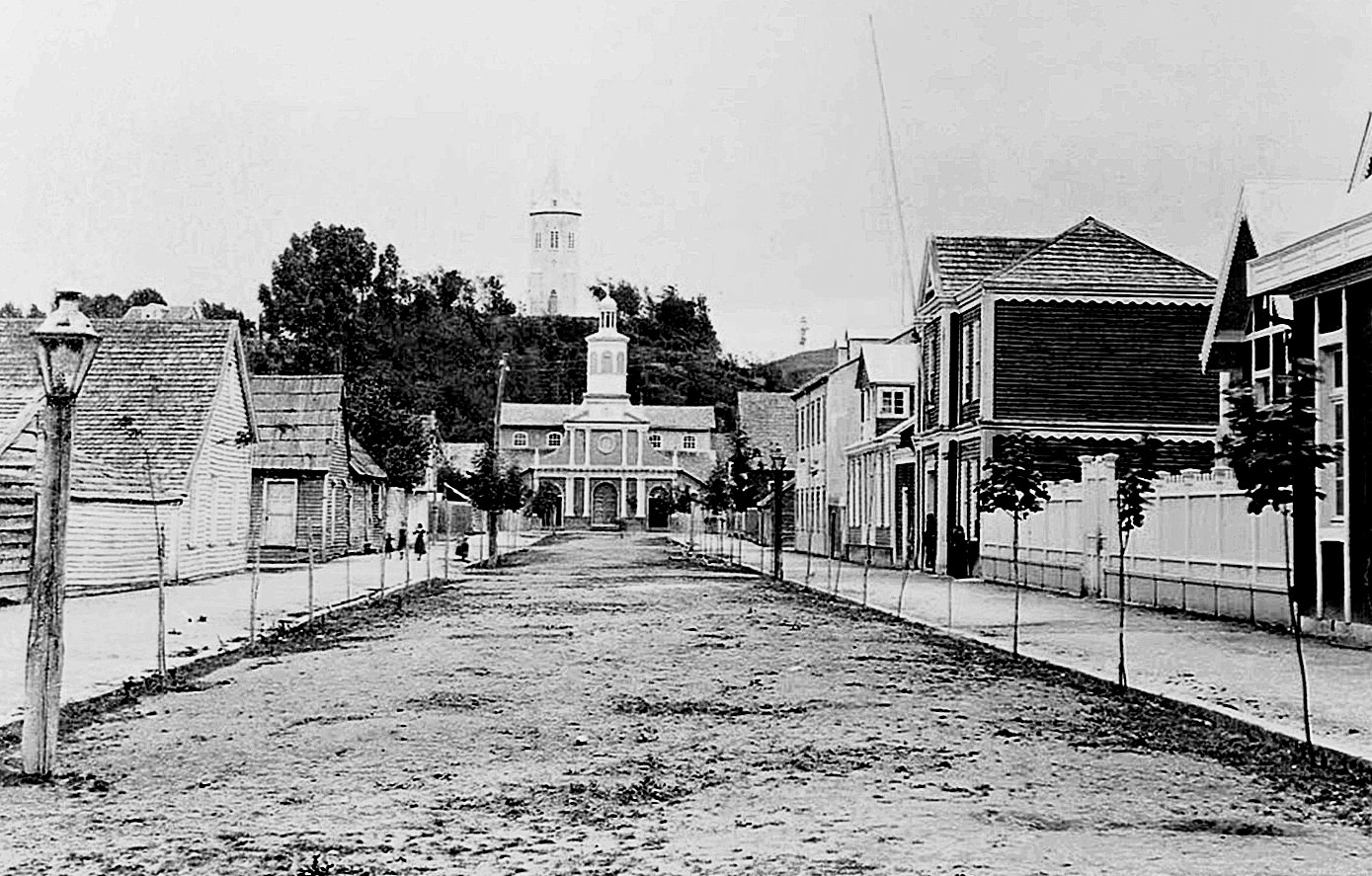
La Iglesia Jesuita de Puerto Montt, al fondo de la calle Rengifo, en una foto del siglo XIX

El barco Prince of Wales, en el que viajaban los jesuitas, naufragó en las cercanías de Ancud después de chocar con una roca y los misioneros perdieron todas sus pertenencias. Más de un siglo después, la campana que traían a Chile sería rescatada desde el fondo del Canal de Chacao.
En un primer momento se realizaron clases particulares en la casa de la comunidad jesuita, para luego construir infraestructura propia para la Escuela San José, que brindaba educación en las materias de lectura, escritura, catecismo, aritmética, gramática, castellano, geografía, dibujo lineal y un idioma extranjero.
En 1872 construyeron la Iglesia de los Padres Jesuitas de Puerto Montt y diez años más tarde, el 27 de abril de 1882, el colegio cambió su nombre a San Francisco Javier, que conserva hasta la fecha. El motivo del cambio de nombre se vincula a la fundación, en 1876, del Colegio de Mujeres San José por parte de la Congregación de las Hermanas de la Caridad Cristiana.
En 1893 se instala en la calle Guillermo Gallardo, a un costado de la Iglesia construida dos décadas antes, y donde permanecerá hasta el año 2011.

Por los mismos años, en 1890, comenzó la construcción de la torre del campanario al que en 1905 se le agregó un reloj que aún funciona. Las cuatro campanas —construidas en Austria; la mayor, llamada San José, pesa 1750 kilos— fueron instaladas en 1894. El campanario, ubicado en un cerro que quedó encapsulado dentro de la propiedad del colegio, se convirtió un referente de la ciudad por las próximas décadas. En 1997 fue declarado Monumento Nacional.

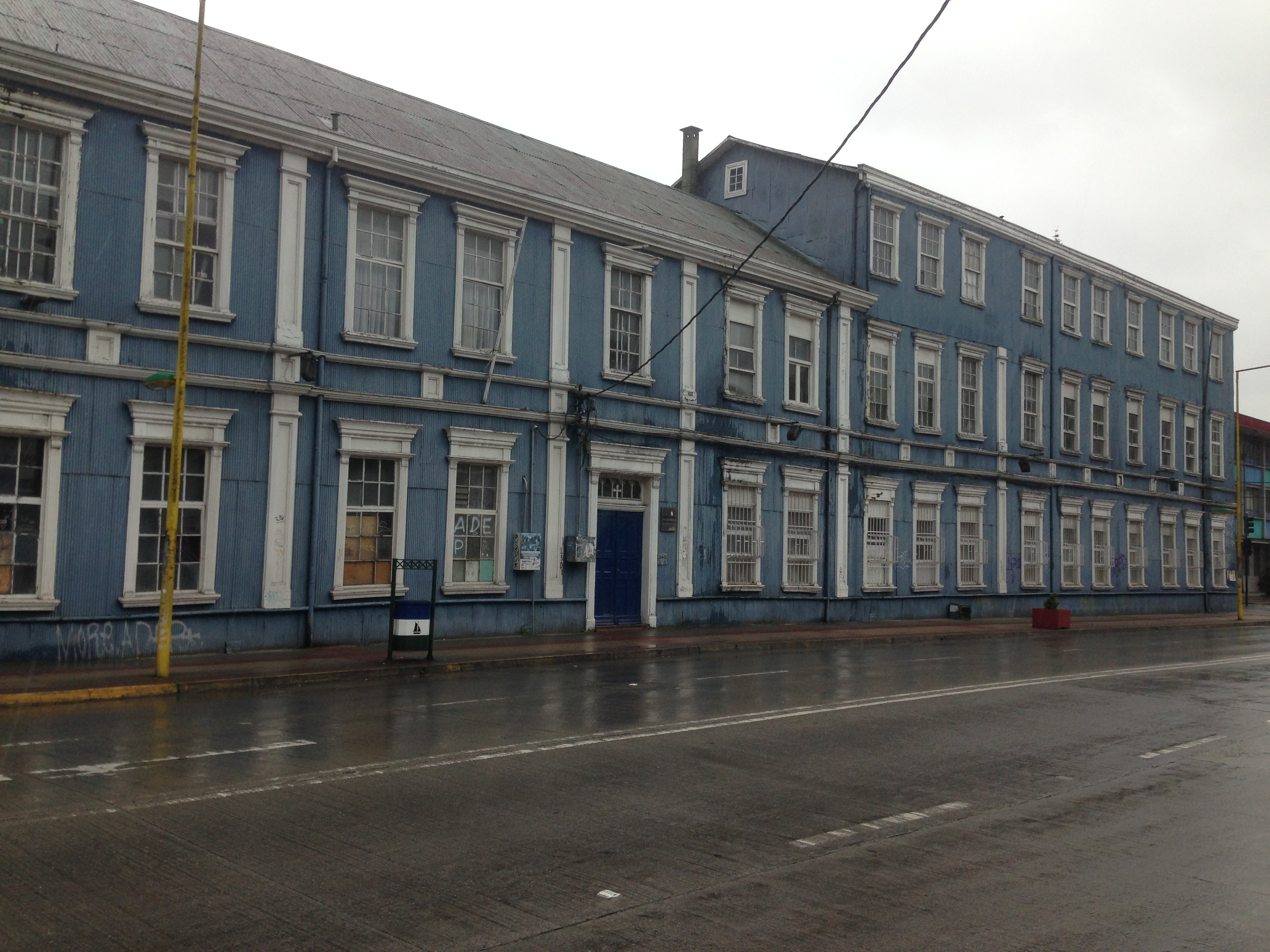
Ex edificio de la Comunidad Jesuita

En 1916 y 1917 se establecieron el tercer y cuarto año de Humanidades (hoy primero y segundo año medio). El último año se inauguró también un curso de comercio y contabilidad, que funcionó hasta 1930, en el que se formaron numerosos especialistas que tuvieron gran influencia en la ciudad. En 1949 se graduó la primera promoción de sexto año de Humanidades (hoy cuarto año medio).
Durante el siglo XX el colegio amplió su infraestructura: construyó nuevas instalaciones, entre las que se cuenta el gimnasio que sería utilizado como refugio para damnificados durante el terremoto de 1960, y adquirió la isla Chinquío.
En 2008 comenzó la transición a la coeducación.
En 2011 el colegio se trasladó desde las históricas dependencias ubicadas en Guillermo Gallardo, en el centro de la ciudad, al sector de Pelluco Alto, donde se levantó la nueva infraestructura, una de las más modernas del país y de Sudamérica. El proyecto tuvo un costo de cerca de 33 millones de dólares.[cita requerida]

## Patrimonio

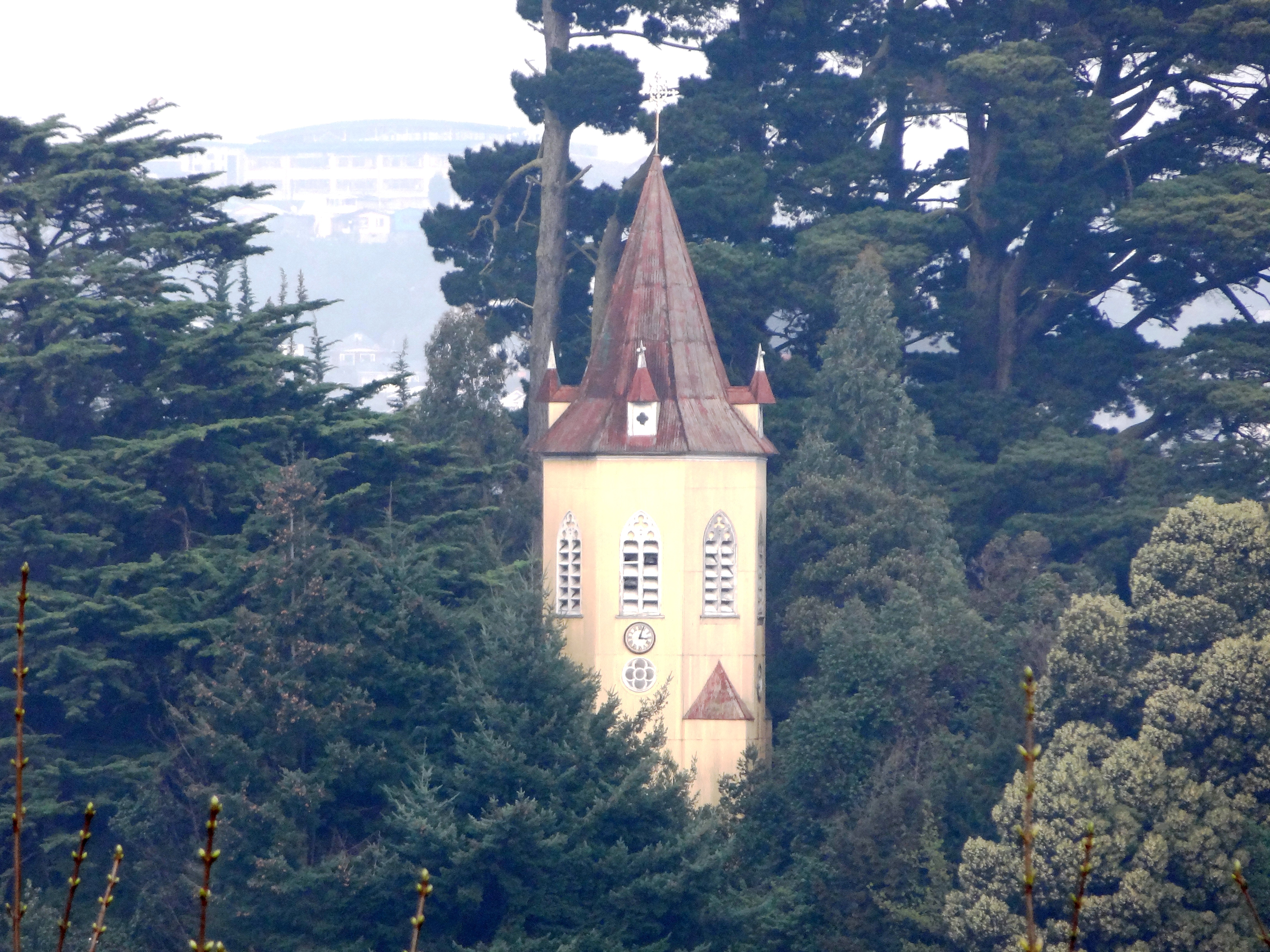
La Torre Campanario, monumento nacional

Debido a su historia, varios edificios que han tenido su origen en la infraestructura del establecimiento han terminado formando parte del patrimonio arquitectónico de la ciudad de Puerto Montt. A enero de 2017 son tres inmuebles históricos los que se conservan:
- Torre campanario del colegio San Francisco Javier: Construido en 1890 y monumento nacional desde 1997.[7]
- Iglesia de los Padres Jesuitas: Construida en 1872, y considerado inmueble de conservación histórica.[8]
- Ex edificio de la Comunidad Jesuita: Construido en 1882 y considerado inmueble de conservación histórica.[9] Desde 2014 el inmueble ha sido arrendado a la Universidad de Los Lagos.[10]

## Exalumnos destacados
- Enrique Paris. Ministro de Salud (2020-2022).[11]
- Carlos Torres Fuchslocher Rector Universidad de Talca (2022-2025).
- Héctor Ulloa Aguilera. Diputado independiente (2022-2026).
- Joaquín Brahm. Presidente del directorio de la Empresa de los Ferrocarriles del Estado, EFE (2013-2014).
- Patricio de Solminihac. Gerente general de la Sociedad Química y Minera de Chile, SQM (2015-2018).[12]
- Héctor Gaete Feres. Rector de la Universidad del Bío-Bío (2006-2018).[13]
- Sergio Elgueta. Diputado demócrata-cristiano (1990-2002) y alcalde de Puerto Montt (1971-1973).
- Fidel Espinoza. Senador socialista (desde 2022) y diputado (2002-2022).[14]
- Carlos Kuschel. Senador (2006-2014 y desde 2022) diputado (1990-2006, 2018-2022), y alcalde de Puerto Montt (1989) del partido Renovación Nacional.
- Sergio Galilea. Ministro de Bienes Nacionales (1999-2000).
- Manuel Inostroza. Superintendente de Salud (2005-2010).[15]
- Pablo Ortuzar. Antropólogo y escritor de tendencia conservadora, vinculado al Instituto de Estudios de la Sociedad, IES.
- Juan Lorenzo Elgueta Pacheco. Sacerdote y arquitecto. Vicario General de la diócesis de San Carlos de Ancud y Protonotario Apostólico.
- Ramón Yuraszeck. Alcalde de Puerto Montt (1950-1953, 1957-1959)
- Juan Oelckers. Alcalde de Puerto Montt (1953-1956).
- Alejandro Meersohn. Alcalde de Puerto Montt (1963-1967)
- Rodrigo Wainraihgt. Alcalde (desde 2024) y concejal (2016-2018) de Puerto Montt, Seremi de Vivienda y Urbanismo (2018-2019) y consejero regional de Los Lagos entre (2022-2023).